# Andrzej Andraszak
Andrzej Andraszak (ur. 30 listopada 1945 w Miłosławiu, zm. 10 stycznia 2006 w Opolu) – poseł na Sejm PRL IX kadencji, członek PZPR.

## Życiorys
Z zawodu był monterem instalacji sanitarnych, ukończył zasadniczą szkołę zawodową. Pracę zawodową rozpoczął w 1961 w Poznańskim Przedsiębiorstwie Budowlanym.
Po ukończeniu zasadniczej służby wojskowej w brzeskiej jednostce wojskowej zamieszkał w Brzegu. Pracował w Miejskim Przedsiębiorstwie Remontowo-Budowlanym w wyuczonym zawodzie. Od 1970 pracował w Przedsiębiorstwie Gospodarki Mieszkaniowej w Brzegu jako monter instalacji sanitarnych. Aktywnie pracował na rzecz społeczeństwa brzeskiego. W 1979 wstąpił do Polskiej Zjednoczonej Partii Robotniczej. Był w niej I sekretarzem OOP, członkiem egzekutywy KMiG, a także członkiem Komitetu Wojewódzkiego. Był radnym Rady Narodowej Miasta i gminy Brzeg. Tutaj też ożenił się z brzeżanką, mieli jedno dziecko.
Do Sejmu PRL kandydował z okręgu wyborczego nr 47 w Opolu. Jako poseł pełnił funkcję członka sejmowej Komisji Budownictwa, Gospodarki Przestrzennej, Komunalnej i Mieszkaniowej.
Po zakończeniu IX kadencji Sejmu w dniu 30 maja 1989, kontynuował pracę w wyuczonym zawodzie. Do śmierci mieszkał w Brzegu, pochowany został na cmentarzu komunalnym w Brzegu.
Odznaczony Srebrnym Krzyżem Zasługi i Odznaką „Przodownik Pracy Socjalistycznej”.